# Miklós Konkoly-Thege
Miklós Konkoly-Thege (ur. 20 stycznia 1842 w Peszcie, zm. 17 lutego 1916 w Budapeszcie) – węgierski fizyk i astronom.

## Życiorys
Studia fizyki i astronomii rozpoczął w Budapeszcie, a ukończył w Berlinie. W 1863 doktoryzował się na tamtejszym uniwersytecie, a następnie ruszył w podróż po renomowanych obserwatoriach astronomicznych Europy (Greenwich, Paryż, Heidelberg i Getynga). W kolejnych latach dołączył do planu podróży, wiodące warsztaty produkujące oprzyrządowanie astronomiczne owego czasu (Siegmund Merz – Monachium, John Browning – Londyn i T Cooke – York).
Konkoly-Thege uznawany jest za ojca węgierskiej astronomii. W 1874 zbudował dwukopułowe obserwatorium w parku swego pałacu (koło Ógyalla, dziś Hurbanovo), obserwował, dokumentował fotograficznie, katalogował i oceniał spektograficznie słońce i gwiazdy. Razem ze swymi współpracownikami (Radó Kövesligethy i Béla Harkányi) tworzył elitę światowej astronomii owego czasu, współpracując z wiodącymi obserwatoriami światowymi. Był autorem licznych publikacji, podręczników i katalogów astronomicznych. Miklós Konkoly-Thege zmarł 17 lutego 1916 w wieku 74 lat na atak serca.